# Ansu Kabia
Ansu Kabia es un actor británico. Asistió al Drama Centre London y fue miembro de la Royal Shakespeare Company Ensemble. Es mejor conocido por su papel protagónico en la serie de detectives de época británica Miss Scarlet & the Duke como el personaje de Moses.
Al principio de su carrera, Kabia protagonizó la producción en vivo de To Sir, With Love, basada en la novela autográfica de ER Braithwaite. La obra de 2013 fue adaptada por Ayub Khan Din y dirigida por Mark Babych. Kabia recibió una crítica positiva del crítico de teatro Michael Billington: “Ansu Kabia es... excepcional como Ricky. Muestra una figura levemente patricia que se va inflexionando lentamente ante los menos privilegiados sin perder nunca su dignidad”. Esta fue la primera vez que To Sir, With Love se produjo como una presentación en vivo. ER Braithwaite asistió a la obra y calificó la interpretación de Kabia de Ricky Braithwaite como "excelente".

## Filmografía

### Televisión
| Año  | Título                  | Papel                | Notas        |
| ---- | ----------------------- | -------------------- | ------------ |
| 2022 | The Sandman             | Ruthven Sykes        |              |
| 2021 | Los irregulares         | John Cooper          | 1 episodio   |
| 2020 | Miss Scarlet & the Duke | Moses                | Protagonista |
| 2020 | I May Destroy You       | Derae                | 1 episodio   |
| 2019 | World On Fire           | Eddie Knight         | 5 episodios  |
| 2018 | The Long Song           | James Richards       | 2 episodios  |
| 2014 | Utopia                  | Guardia de seguridad | 1 episodio   |
| 2012 | Wizards vs. Aliens      | Guardia de seguridad | 2 episodios  |
| 2011 | London's Burning 2011   |                      | Docudrama    |
| 2008 | 10 Days to War          | Charlie              | 1 episodio   |
| 2006 | The Bill                | Devon Power          | 1 episodio   |
| 2005 | Casualty                | Kevin Mellor         | 1 episodio   |

### Películas
| Año  | Título                                | Papel                   | Notas |
| ---- | ------------------------------------- | ----------------------- | ----- |
| 2025 | Blanca Nieves                         | Cazador                 |       |
| 2024 | Back to Black                         | Raye                    |       |
| 2019 | Maude                                 | Henry                   |       |
| 2019 | Last Christmas                        | Rufus                   |       |
| 2019 | Fast & Furious Presents: Hobbs & Shaw | Presentador de noticias |       |
| 2017 | Murder on the Orient Express          | Capitán de Policía      |       |
| 2014 | Sedu                                  | Sedu                    |       |
| 2013 | Patriarch                             | Padre                   | [ 7 ] |

### Teatro
| Año  | Título                                 | Papel             | Teatreo                         | Notas                                  |
| ---- | -------------------------------------- | ----------------- | ------------------------------- | -------------------------------------- |
| 2016 | Branagh Theatre Live: Romeo and Juliet | Tybalt            | Kenneth Branagh Theatre Company |                                        |
| 2013 | To Sir, With Love                      | Ricky Braithwaite | Oxford Playhouse                | Basada en la novela To Sir, with Love. |